# Сенпху

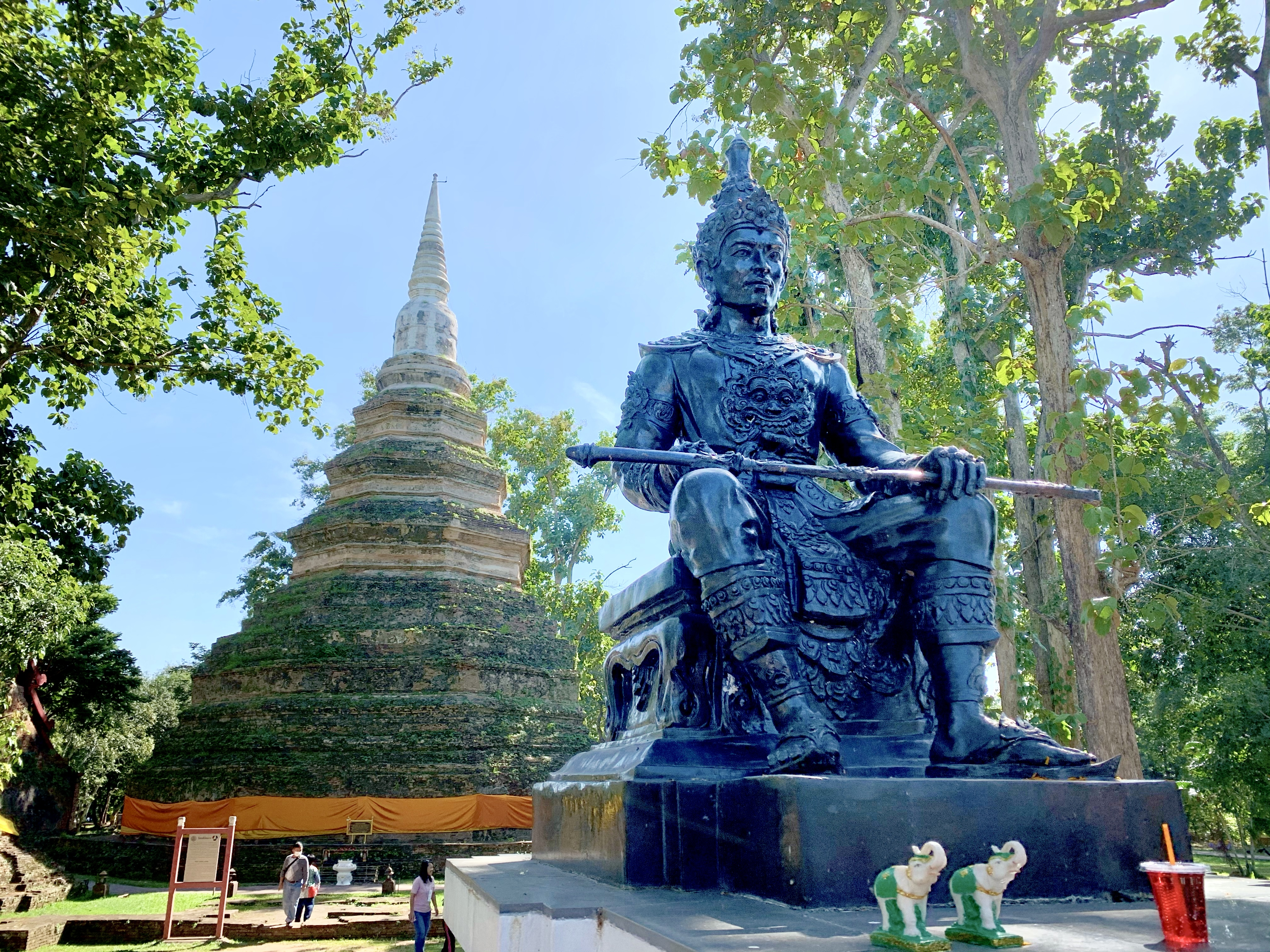
Сенпху

Сенпху (тай. แสนภู; д/н — 1334) — 3-й володар держави Ланна у 1325—1334 роках.

## Життєпис
Старший син правителя Чайсонгхрама. При народженні отримав титул тхао (принц). 1311 року призначено батьком намісником Чіангмаю. 1318 року фактично став співволодарем Чайсонгхрама з титулом пхая. Але не виявив політичного хист та державницького авторитету. 1319 року вигнаний з Чіангмаю своїм стрийком Кхруа. Втік до батька, що перебував Чіанграї. Лише 1324 року завдяки Чайсонгхрамові відновлений в Чіангмаї. 1325 року після смерті останнього спадкував повну владу в державі.
У 1327 році на території старої резиденції Нгуенянг наказав побудувати місто Чіангсен, завданням якого стала захист Ланни з півночі. Залишався тут до своєї смерті в 1334 році. Наступником став його син Кхампху.